# لوك ميدلي
لوك ميدلي (بالإنجليزية: Luke Medley)‏ هو لاعب كرة قدم بريطاني في مركز الهجوم، ولد في 21 يونيو 1989 في غرينتش في المملكة المتحدة. لعب مع برادفورد سيتي وتوتنهام هوتسبير وكيدرمينستر هاريرز ونادي ألدرشوت تاون ونادي بارنت ونادي بروملي ونادي كامبريدج ستي ونادي لينكولن سيتي ونادي مارغيت ونادي مانسفيلد تاون ونادي وكينغ وهافانت أند ووترلوفيل.

## وصلات خارجية
- لوك ميدلي على موقع قاعدة بيانات كرة القدم.إي يو (الإنجليزية)
- لوك ميدلي على موقع Soccerbase.com (لاعب) (الإنجليزية)